# لهجات عربية

اللهجات المختلفة في العالم الناطق بالعربية

اللهجات العربية، وتسمى كذلك العامية أو الدارجة، تشير إلى لهجات اللغة العربية غير المعيارية، بخلاف العربية الفصحى، حيث يوجد عادة ازدواج لغوي بين الناطقين بها، فتمثل الفصحى اللهجة العليا ذات المكانة العالية، وتمثل اللهجات المحلية اللهجة السفلى. يوجد تنوع كبير في اللهجات العربية، وبدرجات متفاوتة من الوضوح المتبادل، وتوجد فروق كبيرة في المفردات والصوتيات والقواعد. تصنف اللهجات العربية في عدة أسر لهجات حسب المنطقة، وهي لهجات شبه الجزيرة العربية، والشامية، والمغاربية، والنيلية، والعراقية، ومع ذلك فتختلف اللهجات في نفس المنطقة حسب الموقع، وأسلوب الحياة (بين المدنيين والقرويون والبدو)، والدين، والعرق، والقبيلة.
كانت اللهجات العربية قبل الفترة الإسلامية ذات تنوع واختلاف في المفردات والأساليب والتراكيب. مع ذلك، كان هناك لهجة موحدة تستخدم في كتابة القصائد والعهود والمواثيق (فمن يقرأ معلقة عنترة بن شداد العبسي لايجد صعوبة في فهمها أو لا يصعب في كتابتها وقد كتبت قبل 1500 سنة تقريبا). واستمرت اللهجة الموحدة بعد ظهور الإسلام وهي اللهجة التي نزل بها القران الكريم (اللغة الموحدة تعرف باللغة المشتركة إذ عرفت عند بعض الدارسين العرب القدماء والباحثين المحدثين بلهجة قريش). وكان هناك لهجات عدة قد تمثلت باللغة العربية المشتركة منها لهجة تميم واسد وقيس وبكر وتغلب ومذحج وقبائل اليمن. مع ذلك فهم يستطيعون التفاهم فيما بينهم بسهولة لكن يصعب قراءتها.
نشأت أغلب اللهجات العربية (وخاصة خارج الجزيرة العربية) بعد الفتوحات الإسلامية، نتيجة اختلاط لهجات المسلمين العرب بالسكان المحليين الناطقين للغات أخرى، وتكون لهجات مولدة متأثرة باللغات المحلية، واستمرت اللهجات العربية في التطور عبر القرون حتى صارت اللهجات المعاصرة.

## التاريخ
كان يُعتقد أن اللهجات العربية الحديثة تنحدر من الفصحى، إلا أن الدراسات التاريخية واللغوية منذ القرن التاسع عشر أثبتت أنها لهجة شقيقة لهم، وكلاهما تنحدر من اللغة العربية البدائية.
فقد كانت توجد عدة لهجات قبل الإسلام وبعده، فتطورت من بعضها اللهجات الحديثة (بتأثير من لغات أخرى)، وأخذت بعضها مكانة عالية ومنها تكونت العربية الفصحى المتعارف عليها في العصر الإسلامي. نرى ذلك في عدة ظواهر لغوية لم تعتبر فصيحة رغم وجودها في لهجات من قبل الإسلام، ولا تزال موجودة حتى الآن، مثل الكشكشة، وإيقاع الهمزة.
تعدد اللهجات كان موجودًا عند العرب من أيام الجاهلية، حيث كانت هناك لهجة لكل قبيلة من القبائل. وقد استمر الوضع هكذا بعد مجيء الإسلام. ومن أبرز الأسباب التي أدّت لولادة لهجات عربية مختلفة في القِدم هو أن العرب كانوا في بداية عهدهم متفرقين لا تربطهم تجارة ولا إمارة ولا دين، فكان من الطبيعي أن ينشأ من ذلك ومن اختلاف الوضع والارتجال، ومن كثرة الحل والترحال، وتأثير الخلطة والاعتزال، اضطراب في اللغة كالترادف، واختلاف اللهجات في الإبدال والإعلال والبناء والإعراب. ومن أبرز اللهجات والألفاظ: عجعجة قُضاعة أي قلب الياء جيمًا بعد العين وبعد الياء المشددة، مثل راعي يقولون فيها: راعج. وفي كرسي كرسج، وطمطمانية حِمْير وهي جعل «إم» بدل «أل» في التعريف، فيقولون في البر: أمبر، وفي الصيام أمصيام، وفحفحة هذيل أي جعل الحاء عينًا، مثل: أحل إليه فيقولون أعل إليه، وعنعنة تميم وهي إبدال العين في الهمزة إذا وقعت في أول الكلمة، فيقولون في أمان: عمان، وكشكشة أسد أي جعل الكاف شينًا مثل «عليك» فيقولونها: «عليش»، وقطْعةِ طيئ وهي حذف آخر الكلمة، مثل قولهم: يا أبا الحسن، تصبح: يا أبا الحسا، وغير ذلك مما باعد بين الألسنة وأوشك أن يقسم اللغة إلى لغات لا يتفاهم أهلها ولا يتقارب أصلها.
وقد كان التواصل بين أفراد القبيلة الواحدة يَتم بواسطة لهجتها الخاصة، أما عندما يَخطب شخص ما أو يَتحدث إلى أشخاص من قبائل أخرى فيستعمل حينها اللغة الواحدة المشتركة. وقد استمر الوضع هكذا بعد مجيء الإسلام. ويُرجح أن أغلب اللهجات العامية الحديثة تطورت بشكل كبير في زمن الفتوحات الإسلامية، نتيجة هجرة المسلمين العرب واختلاط لهجاتهم ببعض، وثم اختلاطهم مع المسلمين الجدد في بلاد الأعاجم (والتي أصبح العديد منها اليوم من البلدان العربية)، حيث بدؤوا بتعلم العربية لكنهم - وبشكل طبيعي - لم يَستطيعوا تحدثها كما يتحدثها العرب بالضبط، فتكونت لهجات كريولية متأثرة باللغات المحلية، وتطورت عبر القرون حتى تحوّلت إلى اللهجات العامية الحديثة.

درس عدد من الباحثين عبر التاريخ موضوع ظهور وتمايز اللهجات في اللغة العربية، ومنهم المؤرخ التونسي ابن خلدون الذي وصف سبب ظهور اللهجات وفسر سبب ما رأه «فساداً للسان العربي» في مقدمته (1377م):

## تصنيف اللهجات
الفرق الأكبر بين اللهجات العربية يكون بين لهجات البدو ولهجات أهل القرى والمدن وثم بين لهجات أهل الحضر في المشرق وولهجات أهل الحضر في المغرب. تختلف لهجات العربية العامية كثيراً الآن في المفردات وفي الأصوات والنحو والصرف (في اللهجات الدارجة وليس في أصل اللغة الفصحى)؛ فمثلاً، في لهجات الشام العامية يبدأ الفعل المضارع بالسابقة «ب»، والنفي يكون باستعمال «ما» (أنا ما بعرف، أنت ما بتعرف، ما درست، ما لعبت، إلخ.)، أما دول الشمال الأفريقي فتظهر اللاحقة «ش» وتكون اللهجتين المصرية الأردنية الفلسطينية وسط بين الطرفين إذ تستخدم السابقة «ب» وتنفي باستخدام اللاحقة «ش» (بعرفش، مرحتش، معملتش، مكلتش).
من الظواهر الهامة: تشابه لغات العرب البدو في المشرق والمغرب بعيدا عن لهجات الحضر في كلتا المنطقتين، ويدخل في ذلك أيضا تشابه أغراض اللغة وفنونها ويبرز ذلك في الشعر الشعبي عند البدو في كلتا المنطقتين وتشابه تراثهم البدوي العام.
اللهجات العربية لا يزال الفهم سهلا ممكنا بين معظمها لتشابه المفردات في الأغلب. أدى الإنتاج التلفزيوني المصري والسوري واللبناني- إلى انتشار لهجات تلك الدول وإلى حد ما أصبحت تلك اللهجات مفهومة لدى غالبية الجيل العربي الحديث.
تختلف اللهجات في نطق القاف كثيرا، فينطق «ق»، أو "گ" عند البدو في ليبيا والخليج، أو همزة في مصر وسوريا، أو «ك» في أرياف فلسطين خاصة بمنطقة المثلث وأرياف الضفة الغربية، بالإضافة إلى اختلافات طفيفة في لفظ الضاد.
تعتبر اللغة المالطية إحدى اللهجات العربية إذ أن أغلبها مشتق من العربية وتحديدا من لهجات شمال أفريقيا ولكن متحدثيها يعتبرونها لغة منفصلة كما أنهم يكتبونها بالأحرف اللاتينية
مثلا كان اسم وزارة الخارجية المالطية «منستير الافاريات البرانية». اللهجة المارونية القبرصية العربية إحدى اللغات أو اللهجات شبه المنقرضة (متحدثوها 130 شخصا فقط) وتعتبر أشد اللهجات العربية تباعُدا عن اللغة الأم لدخول كثير من المصطلحات اليونانية فيها.
اللهجات العربية بشكل عام غير مكتوبة بصفة رسمية ولم تكتب على مر التاريخ سوى في العصور الحديثة في المسرحيات العربية وكلمات الأغاني وكذلك كانت اللهجة المغاربية تعلم في المدارس الجزائرية إبان فترة الاستعمار الفرنسي.

### تقسيم حسب المنطقة
تقسم اللهجات العربية إلى خمس عوائل حسب المنطقة:
1. لهجات نيلية، وتسمى أيضاً مجموعة لهجات مصر، وتضم:
  - اللهجة المصرية المدنية، ومنها الإسكندرانية
  - الصعيدية، والتي تشمل بعض المحافظات المصرية من بني سويف شمالاً إلى أسوان جنوباً.
  - السودانية، وتشكلت أيضاً لغات مولدة مبنية على اللهجة السودانية، منها العربية الجوبية في جنوب السودان والعربية النوبية في أوغندا وكينيا.
  - التشادية المنتشرة بين قبائل البقارة ومن أفرعها اللهجة النيجيرية.
  - تضم إلى هذه المجموعة أحياناً اللهجة الحجازية الحضرية في السعودية، فهي تشكل خليطاً بين اللهجات النيلية ولهجات شبه الجزيرة.
2. لهجات شامية، وتقسم إلى فرعين:
  1. اللهجات الشامية الشمالية في لبنان وسوريا وتركيا:
    - اللبنانية، تفسم إلى لهجات بيروتية (حسب الأحياء مثل لهجة الأشرفية، لهجة البسطة، الخ.)، لهجات شمالية (لهجة طرابلسية، لهجة زغرتاوية، لهجة بشراوية، لهجة الكورة، لهجة عكارية وغيرها)، لهجة جنوبية (صور، بنت جبيل، الخ)، لهجة بقاعية (لهجة زحلية، بعلبك-الهرمل، الخ)، لهجة أهل جبل لبنان (اللهجة الكسروانية واللهجة الدرزية الخ)
    - السورية، تقسم إلى: لهجة دمشقية، لهجة حمصية، لهجة حلبية، لهجة ساحلية، لهجة ماردلية ولهجة ديرية ولهجة يبرودية.
    - القيليقية في منطقة قيليقية في جنوب تركيا،[8] وهي تختلف عن اللهجات الأناضولية في شرق تركيا.

  2. اللهجات الشامية الجنوبية في فلسطين والأردن:
    - الفلسطينية، تقسم إلى: لهجة نابلسية، لهجة خليلية، لهجة مقدسية وهي تشبه أو تضم أيضاً لهجة بيت لحم ورام الله. لهجة الشمال: والتي تضم كل مناطق الجليل وحيفا، وتتشابه لهجة منطقة الجليل مع لهجة أهل الناصرة. ويوجد أيضاً لهجة مدن المركز يافا واللد والرملة. وبشكل عام أغلب مناطق الداخل الفلسطيني يتحدث أهلها باللهجة الفلسطينية المدنية في ما عدا منطقة المثلث الذين يتحدثون باللهجة الريفية ذات الطابع الخاص. ويوجد أيضاً لهجة غزاوية، ولهجة بدوية يتحدث بها أهل النقب.
    - الأردنية، تقسم إلى لهجات شمالية في مدن (إربد، عجلون، جرش، الخ)، لهجات جنوبية في مدن (مادبا، الكرك، الطفيلة، معان، الخ)، لهجات مدن الوسط (عمان، السلط، الخ) ولهجة العقبة، ويوجد أيضاً اللهجة البدوية في بعض المناطق وفي شرق الطريق الصحراوي.
3. لهجات عراقية:
  1. لهجات قِلِت (الجنوبية): لهجات المسلمين في جنوب العراق، وقد تأثرت بلهجات البدو نتيجة تحضر البدو وشبه البدو تحت الحكم العثماني بعد القرن الثامن عشر،[9]، ومنها البغدادية والبصراوية والأعمارتية والناصرية والأنبارية، والأهوازية في إيران.
  2. لهجات قِلتُ (الشمالية): وهي لهجات شمال العراق ولهجة أغلب المسيحيين واليهود في مدن جنوب العراق، ومنها اللهجة المصلاوية، ولهجة يهود بغداد، واللهجات الأناضولية في تركيا، وتفرعت منها أيضاً اللهجة القبرصية المارونية في قبرص التي تأثرت بشكل كبير باللغة اليونانية.
4. لهجات شبه الجزيرة العربية، وتقسم إلى عدة مجموعات عامة:
  - مجموعة لهجات وسط وشرق شبه الجزيرة، وهي:
    - أسرة اللهجات الخليجية، ومنها الإماراتية والبحرينية[10] والحساوية اللهجة اللهجة البصرية والقطرية والكويتية، وتشكل الأهوازية في إيران خليطاً بين الخليجية والعراقية.
    - أسرة اللهجات النجدية المنتشرة في نجد، وبين أغلب القبائل البدوية في بادية الشام وصحراء الدهناء والربع الخالي.

  - مجموعة اللهجات الجنوبية الممتدة من جنوب الحجاز إلى اليمن، وهي لهجات متأثرة باللغات العربية الجنوبية القديمة والسامية الجنوبية، ومنها لهجات اليمن مثل العدنية والتهامية والحضرمية، ولهجات الجنوب السعودي.
  - الحجازية الحضرية في مدن وسط الحجاز، وهي تشكل خليطاً بين لهجات شبه الجزيرة واللهجات النيلية.
  - العمانية، وقد تركت هذه اللهجة أثراً كبيراً في اللغة السواحلية نتيجة الحكم العماني لزنجبار.
  - مجموعة لهجات شمال غرب شبه الجزيرة المنتشرة بين بدو شمال الحجاز، وبدو النقب، وبدو سيناء.[11]
  - البحرانية بين البحارنة الشيعة في شرق شبه الجزيرة.
  - الشحية في محافظة مسندم العمانية وإمارة رأس الخيمة.
5. لهجات مغاربية: صورة ملصق لاتصالات تونس بمزيج من اللغة العربية الفصحى واللهجة التونسية.
  - لهجات مغاربية رئيسية:
    - المغربية
    - الجزائرية
    - الليبية
    - التونسية
    - الحسانية
    - الأندلسية (منقرضة)
    - الصحراوية

  - قبل الهلالية:
    - الجبلية
    - الجيجلية
    - الصقلية (منقرضة)
    - المالطية

صورة ملصق لاتصالات تونس بمزيج من اللغة العربية الفصحى واللهجة التونسية.

وكذلك توجد لهجات تقع شرق الوطن العربي:
- اللهجات العربية في وسط آسيا (ومنها الأفغانية والبخارية والخراسانية والقشقدارية).
- الشروانية (منقرضة)

كريولات مبنية على العربية:
- عربية نوبية
- عربية جوبا

### التقسيم بين البدو والحضر
تقسم اللهجات العربية إلى لهجات حضرية وبدوية، وهذا تقسيم دال على أسلوب الحياة التاريخي، لا المعاصر، فالعديد من اللهجات البدوية شائعة في المدن، وبعض خصائص اللهجات الحضرية منتشرة في البدو، مثل اللهجة التشادية. وتلاحظ الفروق بين اللهجات الحضرية والبدوية بشكل أكبر في خارج الجزيرة العربية.

من الأمثلة على اللهجات البدوية: اللهجة النجدية، ولهجات بدو الشام، واللهجة الخليجية، واللهجة الحسانية.

ومن الأمثلة على اللهجات الحضرية: اللهجة المصرية، واللهجة الشامية، واللهجة الموصلية، واللهجة البحرانية، واللهجة التونسية.
ومن الفروق الشائعة بينهما:
- الصوامت بين الأسنانية (ث، ذ، ظ): محافظة في البدوية، أما في الحضرية فتقلب إلى صوامت لثوية مثل ت ود وض.
- حرف القاف: في البدوية يقلب صامت مجهور مثل گ، أما في الحضرية فيحافظ أو يقلب صامت مهموس مثل أ وك.
- التنوين: يقع في البدوية في بعض المواضع للاسم النكرة، مثل «بنتٍ زينة»، ولا يقع في الحضرية.
- ضمائر الجمع: تحافظ البدوية على الجنس في ضمائر الجمع، فمثلاً يستخدم ضمير «هم» للمذكر و«هن» للمؤنث، وفي الحضرية يستخدم المذكر لكلا الجنسين.
- المبني للمجهول الداخلي: وهي أوزان الفعل المبني للمجهول التي لا تضيف أي حروف للفعل الأصل، مثل وزن فُعِلَ أو يُفعَل، وهي تقع في البدوية، فيقال «كُتِب الكتاب»، ولا تقع في الحضرية، فيقال مثلاً «الكتاب انكتب» أو «الكتاب اتكتب».
- وزن أَفْعَل للفعل الماضي: يقع في البدوية، فيقال «أدخلتك»، وتستبدل في الحضرية بوزن فَعّل، فيقال «دَخَّلتك».
- ظاهرة قهوة: تقع في عدة لهجات بدوية.

## الصوامت
تختلف اللهجات العربية في نطق عدة حروف، منها القاف والجيم والحروف بين الأسنانية (الذال والثاء والظاء).

### القاف
ينقسم نطق القاف إلى نطق مجهور ونطق مهموس، ويعد ذلك أحد أهم الفروق بين اللهجات الحضرية والبدوية، ويذكرها ابن خلدون في مقدمته:
ونطق القاف في اللهجات الحديثة لا يقتصر على ما وصفه ابن خلدون، بل يتفرع:
1. النطق المهموس:
  - ق، وهو نطق العربية الفصحى، ويلفظ هكذا في لهجات شمال العراق، وجنوب اليمن، وعمان، واللهجات المغاربية قبل الهلالية. وينطق كذا في أغلب اللهجات في بعض الكلمات المستعارة من الفصحى ذات الطابع الديني أو الرسمي، مثل «القرآن» أو «ذو القعدة».
  - ء في أغلب لهجات مصر والشام، وبعض مدن المغرب العربي، واللغة المالطية.
  - ك في اللهجة الفلاحية في فلسطين، وبعض اللهجات البحرانية، ولهجة موارنة قبرص.
2. النطق المهجور:
  - گ في أغلب لهجات شبه الجزيرة العربية، وجنوب العراق، وصعيد مصر، والسودان، واللهجات المغاربية الهلالية.
  - غ، توجد في معظم مناطق السودان وبعض الخليج وأجزاء من جنوب اليمن.
  - ج في بعض لهجات الخليج العربي، مثل «الشارقة» ← «الشارجة».
  - دز في بعض لهجات نجد، مثل «اقلب» ← «ادزلب».

### الجيم
1. ج وهو نطق العربية الفصحى، يلفظ هكذا في أغلب لهجات شبه الجزيرة العربية، والعراق، وصعيد مصر، والسودان.
2. گ في مصر وعُمان، وبعض جنوب اليمن.
3. ژ في الشام والمغرب العربي.
4. ي في الخليج العربي وحضرموت.

### الحروف بين الأسنانية
حافظت عدة لهجات حديثة على الصوامت بين الأسنانية، وهي الثاء والذال والظاء، فنرى ذلك في أغلب لهجات شبه الجزيرة العربية والعراق واليمن وتونس واللهجات البدوية، وأيضاً دمجت الضاد مع الظاء في هذه اللهجات فكلاهما يلفظا ظ (الذال المفخمة).
أما في أغلب بقية اللهجات فقد دمجت الصوامت بين الأسنانية مع الصوامت الأسنانية (التاء والدال والضاد) في أغلب الكلمات الموروثة، ونرى ذلك في أغلب لهجات المغرب العربي والشام ومصر والسودان ومدن الحجاز. وفي مصر والشام تُقلب الصوامت بين الأسنانية إلى صوامت لثوية احتكاكية (السين والزاي والزاي المفخمة) في الكلمات المستعارة من العربية الفصحى، مثل الكلمات ذات الطابع الديني أو الرسمي أو الأدبي.
وفي اللهجة البحرانية ولهجة مدينة الحمامات تقلب الثاء فاءاً، وفي لهجة عرب سعرد في تركيا تقلب الثاء فاءاً والذال ڤ والضاد ڤ مفخمة ، وفي لهجة عرب أوزبكستان تقلب الصوامت بين الأسنانية إلى صوامت لثوية احتكاكية.
على سبيل المثال (أضيف رمز ٚ للدلالة على التفخيم):
| الفصحى | النجدية والخليجية | المصرية | المغربية | البحرانية | السعردية | الأوزبكية |
| ------ | ----------------- | ------- | -------- | --------- | -------- | --------- |
| هٰذا    | هٰذا               | دا      | هٰدا      | هٰدا       | آڤا      | هٰزا       |
| ضرب    | ظرب               | ضرب     | ضرب      | ضرب       | ڤٚرب      | زٚرب       |
| ثلاثة  | ثلاثة             | تلاتة   | تلاتة    | فلافة     | فافة     | سلاسة     |
| عظيم   | عظيم              | عزٚيم    | عضيم     | عضيم      |          |           |
| مثلاً   | مثلاً              | مسلاً    | مثلاً     | مثلاً      |          |           |
| إذاعة  | إذاعة             | إزاعة   | إداعة    | إداعة     |          |           |

## مقارنة بين الأسئلة في اللهجاتالعربيةالمختلفة
| العربية الفصحى | السعودية النجدية | ليبيا         | المغرب            | الجزائر                    | مصر          | الأردن وفلسطين  | الشامية    | العراقية     | السودانية | الحجازية الحضر | اليمنية والتهامية | تونس     | الكويت     | الإماراتية | الحسانية         | البحرينية    | البحرانية      | العمانية |
| -------------- | ---------------- | ------------- | ----------------- | -------------------------- | ------------ | --------------- | ---------- | ------------ | --------- | -------------- | ----------------- | -------- | ---------- | ---------- | ---------------- | ------------ | -------------- | -------- |
| لماذا؟         | ليش/وشوله        | وعلاش/عليش    | عْلاش/لاش          | عْلاش/علاه                  | ليه          | ليش/لويش        | ليش        | ليش          | ليه       | ليه/ليش        | لَمَهْ               | عْلاش     | ليش        | ليش        | أعلاش            | ليش/شوله/شله | /لاويش         | ليش      |
| كيف؟           | كيف/وشلون        | كيف           | كِيفَاش             | كِيفَاش/كِيفَاه                | إزاي         | كيف/شلون        | كيف/شلون   | شلون         | كيف       | كيف            | كيف               | كيفاش    | كيف/شلون   | شقى/شقايل  | اسم حالة/ كيف آش | شلون         | شلون/جيفة (Ch) | كيف      |
| متى؟           | متى؟             | امته          | وقتاشْ/فوقاش/ايمتى | وينتا/وقتاش/ويكتاه         | إمته         | وينتا/ايمتى/متى | إيمتى/أمَيت | يمتى         | متين      | متى            | متى               | وقتاش    | متى        | متى        | اسم وقت/ أيْنْت    | امته         | مته            | متى      |
| ماذا؟          | وشهو/وشو/إيش     | شني/أيش       | أش/شنو            | وشنو/شوالا/وشنهي/وشي/شتاهو | ايه          | شو/ايش          | شو/أيش     | شِنو شِني شنهو | شنو/ايه   | ايش            | ويش ايش ماهو      | وشنو/وشي | شنو/شنهو   | شو         | شنهو             | شنو/شنهو     | ويش/شنهو       | ايش      |
| هل؟            | هل/يعني          | هل            | واش/وشنو          | واش/وشنو                   | الضمير + [‡] |                 | شي[چيف]    | يعني         |           |                | [‡]               | -شْ[*]    |            |            | واش              |              | -إه[*]         |          |
| كم؟            | كم               | قداش/أبكم/ كم | شحال/مشحال/آش حال | شحال/قداش                  | كام          | قديش/كم         | قدّيش       | كم جم شقد    | كم        | كم / قدِّ ايش    | كم                | قَدَّاشْ     | كم/جم (Ch) | كم/جم (Ch) | كم               | جم           | جم (Ch)        | كم       |

[‡] تستبدل بالفعل عند السؤال بـ (هل)، مثلاً: «هل ذهبت للسوق ؟» = «رِحْتَ مْسُوق؟»

[*] تأخذ شكل لاحقة بعد الفعل، مثلاً: «هل تحدثت إليه؟» == «حَكَيْت معُه شي؟» = «حْكِيتِشْ مْعَاهْ؟» == «إتكلمت وياهـِه؟».